# Cuajoque
Cuajoque, Kuajok, às vezes escrita como Kwajok, é uma cidade localizada no Sudão do Sul. É a capital de Uarabe, um dos dez estados que constituem essa república.
Cuajoque está localizada no noroeste do Sudão do Sul, perto da fronteira internacional com o Sudão. Este local fica a cerca de 690 km (430 milhas), por estrada, a noroeste de Juba, a capital do Sudão do Sul e maior cidade do país, e cerca de 100 quilômetros (62 milhas), por estrada, ao norte de Uau.